# 2200
2200（二千二百、にせんにひゃく）は、自然数また整数において、2199の次で2201の前の数である。

## 性質
- 2200 は合成数であり、約数は 1, 2, 4, 5, 8, 10, 11, 20, 22, 25, 40, 44, 50, 55, 88, 100, 110, 200, 220, 275, 440, 550, 1100, 2200 である。
  - 約数の和は5580。
- 445番目のハーシャッド数である。1つ前は2196、次は2202。
  - 4を基とする10番目のハーシャッド数である。1つ前は2020、次は3100。
- 2200 = 23 × 52 × 11
  - 3つの異なる素因数の積で p3 × q2 × r の形で表せる21番目の数である。1つ前は2088、次は2232。(オンライン整数列大辞典の数列 A163569)
- 2200 = 472 − 9
  - n = 47 のときの n2 − 9 の値とみたとき1つ前は2107、次は2295。(オンライン整数列大辞典の数列 A028560)
- 約数の和が2200になる数は1個ある。(2071) 約数の和1個で表せる334番目の数である。1つ前は2198、次は2202。
- 各位の和が4になる31番目の数である。1つ前は2110、次は3001。

## その他 2200 に関連すること
- シマノ 2200（自転車部品）
- 2200系または2200形と呼ばれる鉄道車両
  - 名鉄2200系電車
  - 小田急2200形電車
  - 参宮急行電鉄2200系電車
  - 阪急2200系電車
  - 南海2200系電車
  - 京阪2200系電車